# Teodoro Studita
Teodoro, detto lo Studita (in greco Θεόδωρος ὁ Στουδίτες?; Costantinopoli, 758 o 759 – Calkite, 826), è stato un monaco cristiano bizantino.
Divenne famoso per la sua zelante opposizione all'iconoclastia, per la regola monastica da lui introdotta e per il gran numero di liturgie da lui composte, in particolare il Triodion di Quaresima che è ancora oggi di pratica frequente nella Chiesa ortodossa. È venerato come santo ed è ricordato l'11 novembre.

## Biografia
Teodoro nacque a Costantinopoli intorno al 758 o 759, battendosi coraggiosamente fin dalla gioventù in difesa delle icone presenti nella capitale dell'impero bizantino, minacciate dalla politica religiosa imperiale. Nel 794 succedette allo zio Plato (o Platone), che lo aveva persuaso a prendere i voti monacali dieci anni prima, nella direzione del monastero di Sakkoudion (o Sakkudion) in Bitinia.
Poco tempo dopo tuttavia fu esiliato a Tessalonica per aver scomunicato Costantino VI che aveva divorziato dalla moglie Maria di Amnia per sposare Teodota.
Dopo la morte dell'imperatore, nel 797, fu richiamato in patria con tutti gli onori, lasciò Saccudium che nel frattempo era stata saccheggiata dagli Arabi e si trasferì nel monastero di Studion in Costantinopoli, dove intraprese una forte campagna in favore dell'ascetismo e di riforme monastiche. I punti focali della sua regola, utilizzata in seguito sia nei monasteri bizantini che in quelli russi, come la Pečers'ka Lavra e la Počaïvs'ka Lavra, si possono enucleare in clausura, povertà, disciplina, studio, servizi religiosi e lavoro manuale. Viene ricordato anche per aver autorizzato i suoi monaci a sbriciolare noce moscata (una delle spezie più costose all'epoca) sulla loro zuppa di piselli quando questi erano costretti a mangiarla.
Nell'809 fu di nuovo bandito a causa del suo rifiuto di ricevere la comunione dal patriarca Niceforo I, il quale aveva reintegrato il prete Giuseppe nonostante quest'ultimo avesse officiato le nozze tra Costantino e Teodota.
Nell'811 fu richiamato dall'esilio da Michele I Rangabe, sul quale aveva molta influenza, e fu di nuovo bandito nonché flagellato nell'814 a causa della sua strenua opposizione all'editto dell'Imperatore Leone V il quale proibì la venerazione delle immagini sacre. Liberato nell'821 dall'Imperatore Michele II, promosse nell'824 un'insurrezione contro lo stesso a giudicato dal santo troppo indulgente nei confronti degli iconoclasti. Quando i suoi piani fallirono, Teodoro ritenne opportuno allontanarsi da Costantinopoli.
Da allora visse peregrinando per vari monasteri in Bitinia, dove, in quello di Calkite, morì l'11 novembre 826. Fu seppellito nel monastero ma il suo corpo fu successivamente traslato nel monastero di Studion il 26 gennaio 844.

## Opere

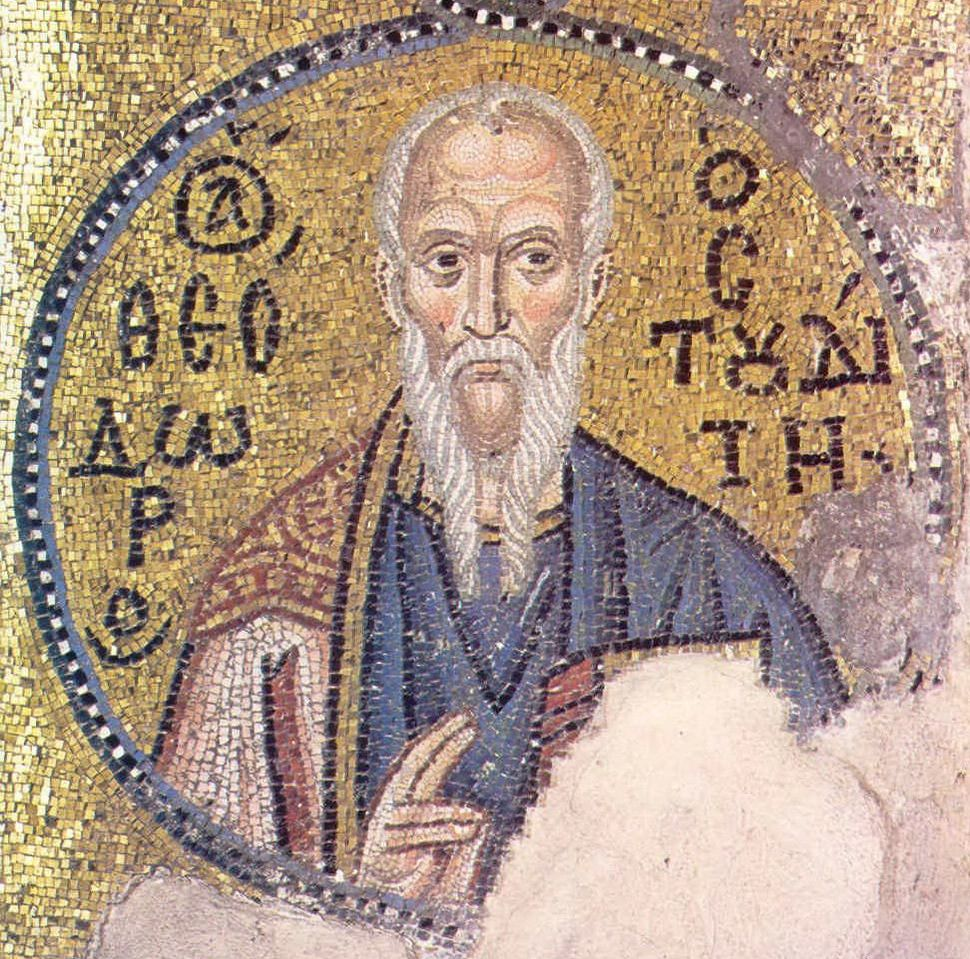
Teodoro Studita, mosaico dell'XI secolo, Monastero di Nea Moni, Chio.

Teodoro compose in vita un gran numero di opere letterarie di cui di seguito verranno ricordate le più importanti:
- Lettere la cui importanza è costituita dal quadro della vita e del carattere del santo che in esse si desume. Fanno inoltre luce sulle dispute teologiche cui intervenne.;
- Lettere ai suoi religiosi mentre era in esilio a Metopa[3] vicino Apollonia. Due lettere in particolare furono inviate a san Taddeo Studita[4].
- Opere di catechesi (divise tra Magna e Parva), due collezioni rivolte ai monaci e contenenti moniti e consigli connessi con la vita spirituale e con l'organizzazione monasteriale;
- Orazioni funerarie per la propria madre e per lo zio Plato;
- Opere teologiche incentrate sull'adorazione delle immagini sacre.

Fu inoltre autore di epigrammi su vari soggetti, alcuni dei quali dimostrano una considerabile originalità, e di alcuni inni sacri. Come tutti i monaci dello Studion, Teodoro fu inoltre famoso per la sua calligrafia e per la sua bravura nel copiare manoscritti.

## Culto
Viene considerato santo sia dalla Chiesa cattolica sia da quelle ortodosse ed è ricordato il giorno 11 novembre dalla Chiesa cattolica e il giorno 12 novembre dalla Chiesa ortodossa.
(Martirologio Romano)